# 让-路易·加塞
让-路易·加塞（法語：Jean-Louis Gasset，1953年12月9日—），法国足球主教练，球員時代司職中场。現為法甲球隊蒙彼利埃的主教練。

## 荣誉
蒙彼利埃
- 歐洲足協圖圖盃: 1999[1]